# Kollagen-Typ 11α1
Kollagen Typ XI, alpha1 ist ein Protein, das vom Gen COL11A1 kodiert wird. Es stellt die α1-Kette des Kollagen Typ XI dar; die zweite Kette wird durch COL11A2 kodiert, während die dritte α-Kette eine posttranslational veränderte α1-Kette vom Kollagen Typ II ist. Mutationen in diesem Gen können zum Typ II des Stickler-Syndroms oder zum Marshall-Syndrom führen.

## Grundsätzliches zur Kollagensynthese
Die Kollagensynthese findet in diversen Zellen (Fibroblasten, Osteoblasten, Myofibroblasten, Chondroblasten, Odontoblasten, aber auch in Epithelzellen, Endothelzellen und glatten Muskelzellen) statt. Innerhalb der Zellen ist der Ort der Kollagensynthese das endoplasmatische Retikulum. Dort wird mit Hilfe der mRNA und Ribosomen Aminosäuren durch kovalente Bindungen verknüpft und zwei α1-Ketten und eine α2-Kette gebildet. Im weiteren Verlauf verbinden sich diese drei α-Ketten spiralig rechtsdrehend miteinander und formen ein Kollagenmolekül, aus welchen letztendlich die Kollagenfasern bestehen.
Das COL11A1-Gen kodiert eben für jene α1-Kette des Kollagen Typ XI.